# Graham Noyce
Graham Noyce   (Hampshire, 18 de febrer de 1957), conegut al món de la competició com a Graham Rolls Noyce, és un expilot de motocròs anglès que va ser Campió del món de 500cc el 1979 amb Honda, esdevenint així el primer anglès a aconseguir el títol d'ençà de 1965, en què l'havia guanyat Jeff Smith, i el primer campió del món de motocròs amb aquesta marca japonesa.

## Trajectòria esportiva
Criat a Fair Oak, Hampshire, el pare de Noyce el va encoratjar a començar a conduir motocicletes a 6 anys. A 14 anys va guanyar el campionat britànic de motocròs Schoolboy amb una Zündapp de 125 cc. Als 15 va deixar el Wyvern College, l'escola de secundària d'Eastleigh on estudiava, per a fer d'aprenent de fabricant d'eines per als germans Rickman, coneguts fabricants de xassissos de motocicletes. Els germans Rickman li van proporcionar una Montesa de 250 cc amb què va poder competir.
Després de guanyar curses complementàries del Gran Premi de Gran Bretanya de 1974, Maico el va fitxar per al seu equip de fàbrica. El 1975 va competir als campionats britànics i va disputar algun Gran Premi del mundial de 125cc, acabant-hi en dissetena posició final. La temporada següent, 1976, va pujar a la "categoria reina" del mundial, els 500cc, i va guanyar la seva primera mànega de Gran Premi al de Gran Bretanya, disputat a Dodington Park. Aquella primera temporada als 500cc va acabar en quart lloc a la classificació final del campionat. Tot i caure al vuitè lloc la temporada del 1977, gràcies al seu talent com a pilot va obtenir una plaça a l'equip de competició de fàbrica d'Honda per a la temporada del 1978.
El 1979, Noyce va guanyar el mundial de 500cc en derrotar un fort grup de pilots entre els quals hi havia el seu company d'equip a Honda, André Malherbe, així com Roger De Coster i Gerrit Wolsink amb Suzuki, Brad Lackey amb Kawasaki i Heikki Mikkola amb Yamaha. Amb aquest triomf, Noyce esdevenia el primer britànic a guanyar un campionat del món de motocròs de 500cc des que Jeff Smith l'hagués guanyat amb BSA el 1965.
Noyce continua la seva implicació en l'esport del motocròs tot competint en esdeveniments "vintage". El 2007 va guanyar la cursa per a majors de 50 anys ("over 50") a Polesworth i el juliol del 2019 va competir a Farleigh Castle.

## Palmarès
| Any          | Motocicleta  | C. del món | C. britànic | C. britànic |
| Any          | Motocicleta  | 500cc      | Open        | 250cc       |
| ------------ | ------------ | ---------- | ----------- | ----------- |
| 1973         | Rickman      | -          | -           | 6è          |
| 1974         | Maico        | -          | -           | 2n          |
| 1975         | Maico        | -          | 3r          | -           |
| 1976         | Maico        | 4t         | 1r          | -           |
| 1977         | Maico        | 8è         | 1r          | -           |
| 1978         | Honda        | 7è         | 1r          | -           |
| 1979         | Honda        | 1r         | 1r          | -           |
| 1980         | Honda        | 8è         | 4t          | -           |
| 1981         | Honda        | 2n         | 1r          | -           |
| 1982         | Honda        | 4t         | 6è          | -           |
| 1983         | Honda        | 3r         | ?           | -           |
| 1984         | KTM          | 27è        | ?           | -           |
| Total títols | Total títols | 1          | 5           | 0           |

1. ↑  A partir de 1981, el campionat britànic va tornar a disputar-se en les cilindrades de 500 i 250 cc